# 李文 (1905年)
李文（1905年10月—1977年），字質吾，號作彬。湖南新化县龙溪铺镇楠木村人。黄埔一期。中華民國陸軍中將。

## 生平
长沙岳云中学肄业。黄埔一期毕业后，历任国民革命军第一军第一师连长、营长、团副、团长、旅长、副师长、师长。1948年12月任第三十四集团军改编的第四兵团司令官兼华北剿总副总司令官。1951年赴台。1954年任国防部高级参谋。
1978年7月26日總統令褒揚對象。